# 康定情歌
康定情歌（こうていじょうか）は中華人民共和国四川省康定市に伝わる民謡。

## 概要
『康定情歌』の誕生について、現在最も有力とされる説は、1946年、福建省出身の音楽学生・呉文季が、当時の西康省の省都であった康定で国軍の音楽教官となり、当地で採取した多くの民謡の内のひとつである『跑馬溜溜的山上』を原曲とし、音楽学院の教授で著名な作曲家・江定仙が編曲に携わったというものである。
跑馬山麓にある風光明媚な町康定の情景と1組の男女の恋をシンプルに歌い上げた『康定情歌』は、中国全土に知られる人気曲となった。歌詞に繰り返し出てくる「溜溜的」は漢語の副詞ではなく、恋を歌った民謡でよく使われる調子を整えるチベット語の言葉であり、このような恋歌を「溜溜調」と呼ぶ。「溜溜調」は2006年に康定の民謡歌手毛雲剛を主な継承者として「四川省第一批非物質文化遺産」(省の第1回無形文化財に相当)に登録された。
康定県の中心地で、近くに跑馬山を望む爐城鎮は、チベット語でダルツェンドといい、主要民族であるチベット族と共に漢族も多数居住する地域で、中国国内に於いて、本曲をその2つの民族の文化が融合した歌曲として扱うことも少なくない。

## 歌詞
（中国語原詞）

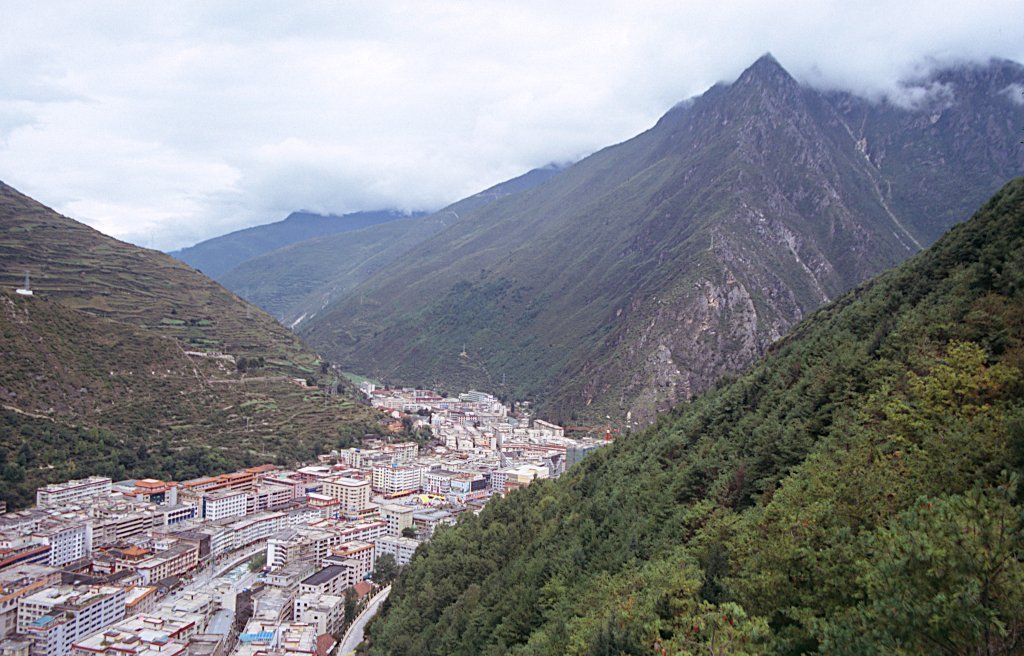
康定（2004年）

跑马溜溜的山上   一朵溜溜的云哟
端端溜溜地照在   康定溜溜的城哟
月亮弯弯   康定溜溜的城哟
李家溜溜的大姐   人才溜溜的好哟
张家溜溜的大哥   看上溜溜的她哟
月亮弯弯   看上溜溜的她哟
一来溜溜的看上   人才溜溜的好哟
二来溜溜的看上   会当溜溜的家哟
月亮弯弯   会当溜溜的家哟
世间溜溜的女子   任你溜溜的求哟
世间溜溜的男子   任你溜溜的爱哟
月亮弯弯   任你溜溜的爱哟
- 歌い手により若干歌詞が異なる場合もある。

## 参考資料
- 二胡の名曲 康定情歌
- 呉文季:一生未婚卻写下昿世《康定情歌》 （中国語）
- 《康定情歌》並非“西部歌王”王駱賓所做（中国語）
- 康定情歌_百度百科 （中国語）